# Specijalnost (medicina)
Specijalnost je u medicini grana stručne djelatnosti. Nakon završetka medicinskog fakulteta, liječnici se mogu usmjeriti u jedno od područja rada stjecanjem propisanih znanja i vještina. Takav organizirani oblik stručnog usavršavanja u medicini naziva se specijalizacija, a završava polaganjem specijalističkog ispita. Liječnik koji obavlja program specijalizacije naziva se specijalizant, dok liječnik koji je uspješno završio specijalističko usavršavanje nosi naziv specijalist određene medicinske specijalnosti.

## Popis specijalnosti
U tablici su navedene trenutačno važeće medicinske specijalnosti u Republici Hrvatskoj, kao i istovjetne specijalnosti prema pravnoj stečevini Europske unije. Epidemiologija, laboratorijska imunologija, sudska medicina, školska i adolescentna medicina te transfuzijska medicina nisu izdvojene kao zasebne specijalnosti u pravu EU.
| Specijalnost u Hrvatskoj                               | Specijalnosti u pravnoj stečevini Europske unije | Internističko (I) ili kirurško (K) zajedničko "deblo" | Trajanje specijalizacije u RH (god.) |
| ------------------------------------------------------ | ------------------------------------------------ | ----------------------------------------------------- | ------------------------------------ |
| Abdominalna kirurgija                                  | Gastroenterološka kirurgija                      | K                                                     | 5                                    |
| Alergologija i klinička imunologija                    | Alergologija Imunologija                         | I                                                     | 5                                    |
| Anesteziologija, reanimatologija i intenzivna medicina | Anesteziologija                                  | -                                                     | 5                                    |
| Dermatologija i venerologija                           | Dermatologija Venerologija Dermatovenerologija   | -                                                     | 4                                    |
| Dječja i adolescentna psihijatrija                     | Dječja psihijatrija                              | -                                                     | 5                                    |
| Dječja kirurgija                                       | Pedijatrijska kirurgija                          | K                                                     | 5                                    |
| Endokrinologija i dijabetologija                       | Endokrinologija                                  | I                                                     | 5                                    |
| Epidemiologija                                         | -                                                | -                                                     | 4                                    |
| Fizikalna medicina i rehabilitacija                    | Fizikalna i rehabilitacijska medicina            | -                                                     | 4 i 4 mj.                            |
| Gastroenterologija                                     | Gastroenterologija                               | I                                                     | 5                                    |
| Ginekologija i opstetricija                            | Porodništvo i ginekologija                       | -                                                     | 5                                    |
| Hematologija                                           | Opća hematologija                                | I                                                     | 5                                    |
| Hitna medicina                                         | Traumatologija i hitna medicina                  | -                                                     | 5                                    |
| Infektologija                                          | Zarazne bolesti                                  | I                                                     | 5                                    |
| Internistička onkologija                               | Medicinska onkologija                            | I                                                     | 5                                    |
| Javnozdravstvena medicina                              | Medicina u zajednici                             | -                                                     | 4                                    |
| Kardiologija                                           | Kardiologija                                     | I                                                     | 5                                    |
| Kardiotorakalna kirurgija                              | Torakalna kirurgija                              | K                                                     | 5                                    |
| Klinička farmakologija s toksikologijom                | Farmakologija                                    | -                                                     | 4                                    |
| Klinička mikrobiologija                                | Mikrobiologija-bakteriologija                    | -                                                     | 5                                    |
| Klinička radiologija                                   | Radiologija Dijagnostička radiologija            | -                                                     | 5                                    |
| Laboratorijska imunologija                             | -                                                | -                                                     | 5                                    |
| Maksilofacijalna kirurgija                             | Maksilofacijalna kirurgija                       | -                                                     | 5                                    |
| Medicina rada i športa                                 | Medicina rada                                    | -                                                     | 4                                    |
| Nefrologija                                            | Nefrologija                                      | I                                                     | 5                                    |
| Neurokirurgija                                         | Neurokirurgija                                   | -                                                     | 6                                    |
| Neurologija                                            | Neurologija                                      | -                                                     | 5                                    |
| Nuklearna medicina                                     | Nuklearna medicina                               | -                                                     | 4                                    |
| Obiteljska medicina                                    | Lijecnik opće medicine                           | -                                                     | 4                                    |
| Oftalmologija i optometrija                            | Oftalmologija                                    | -                                                     | 4                                    |
| Onkologija i radioterapija                             | Radioterapija                                    | -                                                     | 5                                    |
| Opća interna medicina                                  | Opća (interna) medicina                          | I                                                     | 5                                    |
| Opća kirurgija                                         | Opća kirurgija                                   | K                                                     | 5                                    |
| Ortopedija i traumatologija                            | Ortopedija                                       | K                                                     | 5                                    |
| Otorinolaringologija                                   | Otorinolaringologija                             | -                                                     | 5                                    |
| Patologija i citologija                                | Patološka anatomija                              | -                                                     | 5                                    |
| Pedijatrija                                            | Pedijatrija                                      | -                                                     | 5                                    |
| Plastična, rekonstrukcijska i estetska kirurgija       | Plastična kirurgija                              | K                                                     | 5                                    |
| Psihijatrija                                           | Psihijatrija                                     | -                                                     | 5                                    |
| Pulmologija                                            | Pulmologija                                      | I                                                     | 5                                    |
| Reumatologija                                          | Reumatologija                                    | I                                                     | 5                                    |
| Sudska medicina                                        | -                                                | -                                                     | 5                                    |
| Školska i adolescentna medicina                        | -                                                | -                                                     | 4                                    |
| Transfuzijska medicina                                 | -                                                | I                                                     | 5                                    |
| Urologija                                              | Urologija                                        | -                                                     | 5                                    |
| Vaskularna kirurgija                                   | Vaskularna kirurgija                             | K                                                     | 5                                    |

Uz one navedene u tablici, Europska unija priznaje sljedeće specijalnosti za koje ne postoji specijalističko usavršavanje u Hrvatskoj:
- biološka hematologija
- stomatologija kao medicinska specijalnost
- gerijatrija
- biokemija (moguća specijalizacija na FBF-u u Zagrebu)
- klinička biologija
- klinička neurofiziologija
- neuropsihijatrija
- tropska medicina